# Marcinkowice (Kazimierza)
Pour les articles homonymes, voir Marcinkowice.
Marcinkowice est une localité polonaise de la gmina de Kazimierza Wielka, située dans le powiat de Kazimierza en voïvodie de Sainte-Croix.